# Hugo Award
Hugo Award, på dansk Hugoprisen er en årlig litterær pris for de bedste science fiction- eller Fantasyværker og præstationer fra det foregående år, der uddeles på World Science Fiction Convention (Worldcon), valgt af dens medlemmer. Hugoprisen betragtes normalt sammen med Nebulaprisen som den vigtgste og mest ansete pris indenfor science fiction-genren. Prisen administreres af World Science Fiction Society. Den er opkaldt efter Hugo Gernsback, grundlæggeren af det banebrydende science fiction-magasin Amazing Stories. Hugoerne blev første gang uddelt i 1953 ved den 11. World Science Fiction Convention og er blevet uddelt hvert år siden 1955.
Priserne blev oprindeligt givet i syv kategorier. Disse kategorier har ændret sig gennem årene, og prisen uddeles i øjeblikket i sytten kategorier for skrevne og dramatiske værker. Vinderne modtager et trofæ bestående af et stiliseret raketskib på en base; trofæets design ændres hvert år, selvom selve raketten har været standardiseret siden 1984. Tildelingen af prisen bemærkes ofte på bogomslag.
2022-priserne blev uddelt ved den 80. Worldcon, "Chicon 8", i Chicago den 4. september 2022. 2023-priserne vil blive overrakt ved den 81. Worldcon, "Chengdu Worldcon", i Chengdu, Kina den 19. august 2023.

## Kategorier
| Kategorier                                             | startår | Aktuel beskrivelse |
| ------------------------------------------------------ | ------- | --- |
| Bedste roman                                           | 1953    | Historier på 40.000 ord eller mere                                                                                     |
| Bedste kortroman (Novella)                             | 1968    | Historier på mellem 17.500 og 40.000 ord                                                                               |
| Bedste novellette (Novelette)                          | 1955    | Historier på mellem 7.500 og 17.500 ord                                                                                |
| Bedste Novelle (Short Story)                           | 1955    | Historier på mindre end 7.500 ord                                                                                      |
| Bedste serie                                           | 2017    | Række af værker |
| Bedste relaterede arbejde                              | 1980    | Værker, der enten er faglitterære eller bemærkelsesværdige af andre årsager end den skønlitterære tekst                |
| Bedste grafiske historie                               | 2009    | Historier fortalt i grafisk form                                                                                       |
| Bedste dramatiske præsentation (lange og korte former) | 1958    | Dramatiserede produktioner, fordelt siden 2003 mellem værker længere eller kortere end 90 minutter                     |
| Bedste Semiprozine                                     | 1984    | Semi-professionelle magasiner                                                                                          |
| Bedste Fanzine                                         | 1955    | Ikke-professionelle magasiner                                                                                          |
| Bedste professionelle redaktør (lange og korte former) | 1973    | Redaktører af skrevne værker, delt siden 2007 mellem redaktører af romaner eller redaktører af magasiner og antologier |
| Bedste professionelle kunstner                         | 1953    | Professionelle kunstnere                                                                                               |
| Bedste fankunstner                                     | 1967    | Fan kunstnere |
| Bedste fanskribent                                     | 1967    | Fan forfattere |
| Bedste fancast                                         | 2012    | Audiovisuelle fanziner                                                                                                 |

| Kategorier                    | Aktive år       | Beskrivelse |
| ----------------------------- | --------------- | --- |
| Bedste professionelle magasin | 1953-1972       | Professionelle magasiner |
| Kort fiktion                  | 1960-1966       | Historier af kortere længde end romanen. Denne kategori behandles generelt som den samme pris som bedste novelle (se vinderne der), men den omfattede også værker i form af novellaer og novelletter. |
| Bedste originale kunstværk    | 1990, 1992-1996 | Kunstværker |

| Kategorier                             | Aktive år  | Beskrivelse                                                                              |
| -------------------------------------- | ---------- | ---------------------------------------------------------------------------------------- |
| Bedste coverkunstner                   | 1953       | Kunstnere af forsider til bøger og blade                                                 |
| Bedste interiør Illustrator            | 1953       | Kunstnere af værker i magasiner                                                          |
| Excellence i faktaartikler             | 1953       | Forfattere til faktuelle artikler                                                        |
| Bedste nye SF-forfatter eller kunstner | 1953       | Nye forfattere eller kunstnere                                                           |
| #1 fanpersonlighed                     | 1953       | Yndlingsfan                                                                              |
| Bedste filmskribent                    | 1956       | Forfattere af magasinindslag                                                             |
| Bedste boganmelder                     | 1956       | Forfattere af boganmeldelser                                                             |
| Mest lovende nye forfatter             | 1956       | Nye forfattere                                                                           |
| Fremragende Actifan                    | 1958       | Yndlingsfan                                                                              |
| Bedste nye forfatter                   | 1959       | Nye forfattere                                                                           |
| Bedste SF Bogforlag                    | 1964, 1965 | Bogforlag                                                                                |
| Bedste serie nogensinde                | 1966       | Række af værker                                                                          |
| Andre Former                           | 1988       | Trykte skønlitterære værker, som ikke var romaner, novellaer, novelletter eller noveller |
| Bedste hjemmeside                      | 2002, 2005 | Hjemmesider                                                                              |
| Bedste kunstbog                        | 2019       | Bøger med kunst                                                                          |
| Bedste videospil                       | 2021       | Computerspil                                                                             |

Worldcon-komiteer kan også uddele særlige priser under Hugo-ceremonien, som der ikke stemmes om. I modsætning til de ekstra Hugo-kategorier, som Worldcons kan præsentere, er disse priser ikke officielle Hugo Awards og bruger ikke i dag det samme trofæ. To yderligere priser, the Astounding Award for Best New Writer ("den forbløffende pris for bedste nye forfatter") og the Lodestar Award for Best Young Adult Book (Lodestar-prisen for bedste unge voksenbog), uddeles ved Hugo-prisceremonien og stemmes om ved samme proces, men er formelt ikke Hugopriser.  